# ۵۸۲ (خورشیدی)
۵۸۲ پانصد و هشتاد و دومین سال هجری خورشیدی است.